# Bina Agarwal

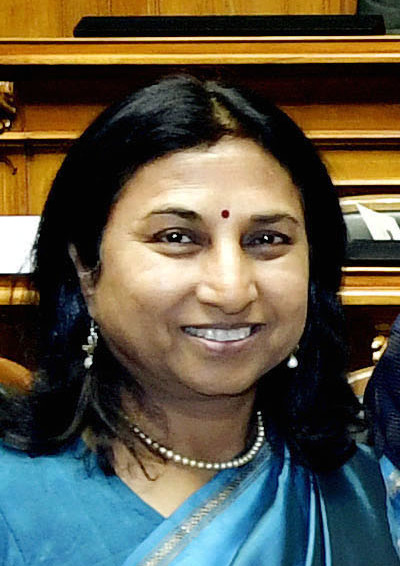
Bina Agarwal (2017)

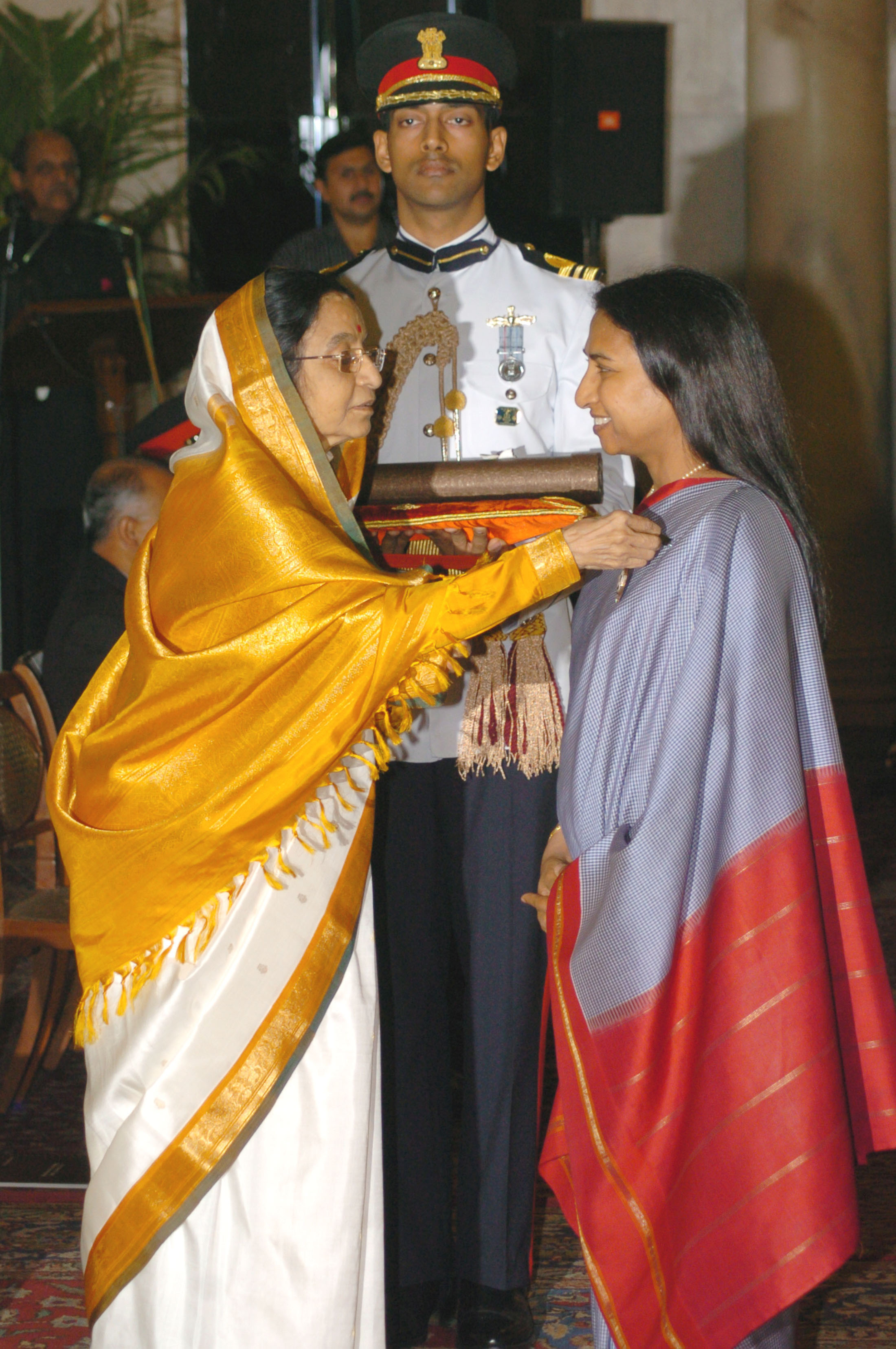
Die Präsidentin, Smt. Pratibha Devisingh Patil überreicht Bina Agarwal das Padma Shri bei einer Investitur-I-Zeremonie in Rashtrapati Bhavan, in Neu-Delhi am 5. Mai 2008

Bina Agarwal (* 1951 in Indien) ist eine indische Wirtschaftswissenschaftlerin. Sie ist Professorin für Entwicklungsökonomie und Umwelt am Global Development Institute der University of Manchester. Sie ist eine Entwicklungsökonomin, deren Anliegen es ist, die Lebensbedingungen armer Frauen der Landbevölkerung in Indien und im globalen Süden zu verändern.

## Leben und Werk
Agarwal studierte Wirtschaftswissenschaften an der University of Cambridge im Vereinigten Königreich, wo sie ihr Grundstudium abschloss. 1978 promovierte sie in Wirtschaftswissenschaften in Delhi und ab 1988 war sie dort als Professorin für Wirtschaftswissenschaften tätig. 2009 wurde sie zur Direktorin des Instituts für Wirtschaftswachstum ernannt. 2012 übernahm sie einen Lehrstuhl für Entwicklungsökonomie und Umwelt an der Universität Manchester. Sie war weiterhin aktiv in Lehrtätigkeiten und Forschungspositionen an vielen Universitäten, so unter anderem an der Harvard University, Princeton University, University of Minnesota und University of Sussex. Sie engagierte sich politisch z. B. im UN-Komitee für Entwicklungspolitik und in der Planungskommission der indischen Regierung. Sie übte mit ihrer Forschung Kritik an geschlechterdiskriminierenden Vorstellungen über den Beitrag von Frauen zur Wirtschaft und lieferte den theoretischen Rahmen, um die Möglichkeiten zu erkennen, mit denen Frauen innerhalb und außerhalb der Familie gestärkt werden können. Am bekanntesten war hier ihre erfolgreiche Kampagne 2005 für eine Reform des Erbrechts in Indien. In einer anderen grundlegenden und innovativen Studie erforschte sie 2010 die Frage, ob mit einer stärkeren Frauenbeteiligung in Waldbewirtschaftungs-Ausschüssen der Waldschutz verstärkt werden kann. Mit einer eindrucksvollen Menge an Daten als Grundlage, die sie selbst und ein Forschungsteam unter ihrer Anleitung vor Ort gesammelt haben, arbeitete sie die Schwächen von Top-down-Ansätzen zur umweltpolitischen Steuerung heraus und zeigte auf, dass eine kritische Masse von Frauen in Exekutivausschüssen forstwirtschaftlicher Gemeinschaftseinrichtungen die Qualität von Wäldern und die Biodiversität weiterentwickeln und somit die Umweltgovernance verbessern kann. Ihre Arbeit wurde mit vielen Auszeichnungen und Preisen bedacht. Dazu zählen unter anderen 2008 der Padma Shri, ein vom indischen Präsidenten verliehener Zivilorden, 2010 der Leontief-Preis der Tufts University für „die Erweiterung der Grenzen des ökonomischen Denkens“ und der Louis Malassis International Scientific Prize 2017. Sie war Vizepräsidentin der International Economic Association, Präsidentin der International Association for Feminist Economics und Vorstandsmitglied des Global Development Network. Sie ist Gründungsmitglied der Indischen Gesellschaft für ökologische Ökonomie. Sie war eine von nur zwei Frauen, die in der Stiglitz-Sen-Fitoussi-Kommission unter dem Vorsitz von Nobelpreisträger Joseph Stiglitz und von dem französischen Präsidenten Nicolas Sarkozy eingesetzt waren. Sie war Beraterin der Planning Commission of India und Mitglied der Redaktionen mehrerer internationaler Fachzeitschriften.

## Ehrungen (Auswahl)
- 1994: Award für ihr Buch: A Field of One's Own: Gender and Land Rights in South Asia
- 1995: T K. H. Batheja Award, Bombay University
- 1996: Edgar Graham Book Prize, The University of London's the Department of Development Studies, School of Oriental and African Studies
- 1996: Ananda Kentish Coomaraswamy Book Prize, Association for Asian Studies (USA)
- 2002: Malcolm Adiseshiah Award
- 2005: First Ramesh Chandra Agrawal Award
- 2007: Ehrendoktor des Institute of Social Studies (ISS)
- 2008: Award durch den Präsidenten von Indien
- 2010: Leontief-Preis, Global Development and Environment Institute (GDAE)
- 2011: Ehrendoktor der University of Antwerpen
- 2017: Balzan-Preis für ihre Arbeit zur Untersuchung des Beitrags von Frauen zur Landwirtschaft in Indien[1]
- 2017: Louis Malassis International Scientist Prize

## Bücher
- Agarwal, Bina:  Monsoon poems, USA: Ind-U. S. Incorporated, 1976, ISBN 978-0-89253-808-9.
- Agarwal, Bina: Mechanization in Indian agriculture: an analytical study based on the Punjab, New Delhi u.a: Allied Publishing, 1986, ISBN 978-81-7023-079-3.
- Agarwal, Bina: Cold hearths and barren slopes: the woodfuel crisis in the Third World, New Delhi: Allied Publishers, 1986, ISBN 978-81-7023-007-6.
- Agarwal, Bina; Afshar, Haleh: Women, poverty and ideology in Asia: contradictory pressures, uneasy resolutions. Houndmills, Basingstoke, Hampshire England: Macmillan, 1989, ISBN 978-0-333-44409-2.
- Agarwal, Bina: A field of one's own: gender and land rights in South Asia. Cambridge England New York, NY, USA: Cambridge University Press, 1994, ISBN 978-0-521-42926-9.
- Agarwal, Bina:  Structures of patriarchy: state, community, and household in modernising Asia, New Delhi: Kali for Women, 1988, ISBN 978-81-85107-06-6.
- Agarwal, Bina; Vercelli, Alessandro:  Psychology, rationality, and economic behaviour: challenging standard assumptions, Houndmills, Basingstoke, Hampshire New York: Palgrave Macmillan in association with International Economic Association., 2005, ISBN 978-1-4039-4253-1.
- Agarwal, Bina: Capabilities, freedom, and equality: Amartya Sen's work from a gender perspective, New Delhi New York: Oxford University Press, 2007, ISBN 978-0-19-569237-2.
- Agarwal, Bina: Gender and green governance: the political economy of women's presence within and beyond community forestry, Oxford England New York USA: Oxford University Press, 2010, ISBN 978-0-19-161430-9